# Bischofia polycarpa
Bischofia polycarpa là một loài thực vật có hoa trong họ Diệp hạ châu. Loài này được (H.L�v.) Airy Shaw mô tả khoa học đầu tiên năm 1972.

## Hình ảnh

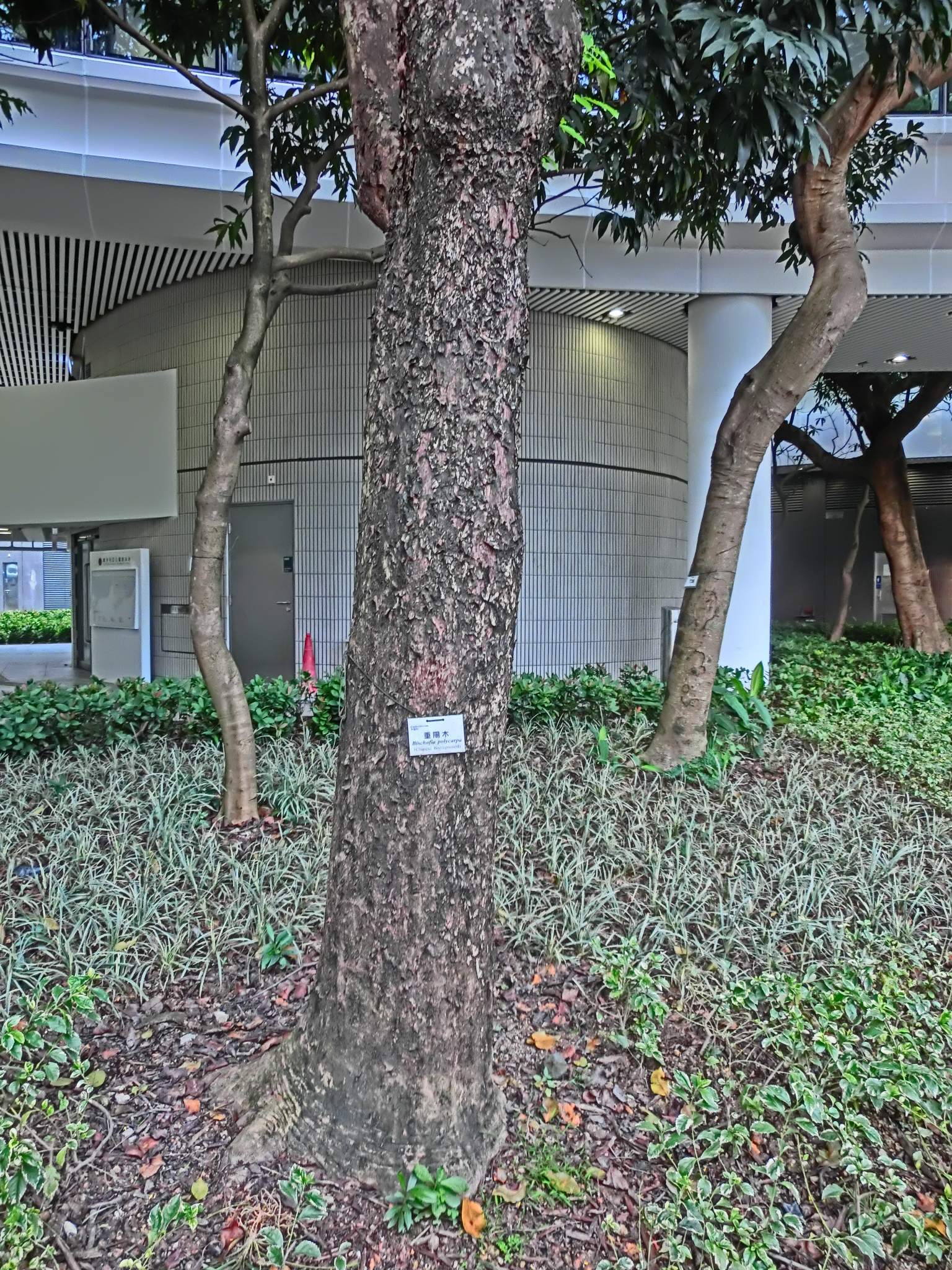